# Stop Enslaving Saudi Women
Stop Enslaving Saudi Women ook bekend als Together To End Male Guardianship of End Male Guardianship is een socialmediacampagne die rond juni 2016 is begonnen. Deze socialmediacampagne is begonnen door vrouwen in Saoedi-Arabië die een eind willen maken aan mannelijke bewaking van vrouwen in Saoedi-Arabië. In Saoedi-Arabië is het wettelijk verplicht voor vrouwen om toestemming van een wali te krijgen voordat ze onder andere onderwijs mogen volgen, mogen reizen (in het geval dat ze jonger dan 45 jaar zijn), een baan mogen hebben en een bankrekening mogen openen. Een wali, letterlijk vertaald "bewaker", is meestal de vader, broer of man van de vrouw.
De campagne vindt grotendeels op Twitter plaats. Met 2,4 miljoen gebruikers is Saoedi-Arabië het land met de meeste Twittergebruikers in het Midden-Oosten. Veel vrouwen hebben hun ervaringen met het mannelijke bewakingssysteem op Twitter gedeeld. Naast de tags #StopEnslavingSaudi Women en #EndMaleGuardianship wordt ook #Xسعوديات_نطلب_اسقاط_الولايه gebruikt, waarin X het aantal dagen dat de campagne al bezig is is.
Human Rights Watch heeft in juli 2016 een rapport genaamd Boxed In: Women and Saudi Arabia's Male Guardianship System en drie video's op haar website en op YouTube gezet. In de geanimeerde video's van ongeveer één minuut lengte wordt er met een voorbeeld uitgelegd wat de gevolgen van mannelijke bewaking zijn voor vrouwen. In één video kon een vrouwelijke arts niet naar een medische conferentie gaan omdat ze geen toestemming van haar zoon kreeg. In een andere video werd een vrouw door haar man mishandeld, maar ze kon niet zonder toestemming van haar man haar man verlaten. In de laatste video moest een vrouw in een gevangenis een langere tijd dan haar celstraf in de cel doorbrengen, omdat haar vader haar geen toestemming gaf om de gevangenis te verlaten.
In september 2016 hebben circa 14000 Saoedische vrouwen een petitie tegen mannelijke bewaking getekend en naar de Saoedische overheid gestuurd.